# グンデルフィンゲン・アン・デア・ドナウ
グンデルフィンゲン・アン・デア・ドナウ（ドイツ語: Gundelfingen an der Donau、公式表記は Gundelfingen a.d.Donau、[ˈgʊnd̩lfɪŋən] ( 音声ファイル)）は、ドイツ連邦共和国バイエルン州シュヴァーベン行政管区のディリンゲン・アン・デア・ドナウ郡に属す市で、グンデルフィンゲン・アン・デア・ドナウ行政共同体の本部所在地である。
本市は、ギュンツブルクとディリンゲン・アン・デア・ドナウとの間のドナウ川沿いに位置している。
このシュタウフェン朝の城塞都市は中世に繁栄し、現在も都市景観にその面影を遺している。

## 地理
グンデルフィンゲンは、シュヴェービシェ・アルプ辺縁部のドナウタールに位置している。ドナウ川の広い氾濫原、葦原、苔湿地（シュヴェービシェス・ドナウモース）が市域の南部に広がっている。街の中心部をブレンツ川の3本の川筋が通っている。ドナウ川は街の南東部を流れ、堰止め湖を形成している。
本市に隣接する市町村は、ラウインゲン (ドナウ)（ディリンゲン・アン・デア・ドナウ郡）、グントレンミンゲン、オッフィンゲン、ギュンツブルク（以上3市町村はギュンツブルク郡）、ゾントハイム・アン・デア・ブレンツ（ハイデンハイム郡）、ベヒンゲン・アン・デア・ブレンツ、メトリンゲン、ハウンスハイム（以上ディリンゲン・アン・デア・ドナウ郡）である。

### 市の構成
本市は、15のゲマインデタイル（村落、集落、開墾地などの小地区）からなる。
| - ビルケンリート - エヘンブルン - エンマウスハイム - グンデルフィンゲン・アン・デア・ドナウ - ヒグシュテッターホーフ | - カールスホーフ - リンデンアウホーフ - マックスフェルダーホーフ - ノイホーフ - ペータースヴェルト | - シェーンアウホーフ - シェーネマン - ゾフィエンリート - ヴェーアウホーフ - ヴィルデンアウホーフ |

## 歴史
最初の文献記録は750年頃になされている。グンデルフィンゲンは1220年に都市権を獲得した。この頃に3つの門を持つ市壁が建設された。このうち「ウンテーレス・トーア」（直訳: 下の門）が遺っている。
街の歴史の重要点は1462年であった。この年にこの街は、ブランデンブルク＝アンスバッハ辺境伯アルブレヒト・アヒレスが率いる皇帝軍の包囲から護ることに成功した。その功績に対してルートヴィヒ富裕公は、この街に広大な土地、税制上の優遇、紋章の特権を与えた。
ランツフート継承戦争後、この街は1505年にプファルツ＝ノイブルク公領に組み込まれた。グンデルフィンゲンは1777年から再びバイエルン領となった。

### 市町村合併
バイエルン州の地域再編に伴い、1978年5月1日にエヘンブルンとペータースヴェルトが合併した。
1978年の地域再編でグンデルフィンゲン・アン・デア・ドナウ行政共同体が創設された。グンデルフィンゲン・アン・デア・ドナウの他にベヒンゲン・アン・デア・ブレンツ、ハウンスハイム、メトリンゲンがこの行政共同体に属している。これらの所属自治体はそれぞれ自治権（首長）を有している。この行政共同体には約11,600人が暮らしている。グンデルフィンゲン・アン・デア・ドナウの第1市長は、同時にこの行政共同体の長でもある。

## 住民

### 宗教
- カトリック教会組織
- 福音主義教会組織

### 人口推移
1988年から2018年までの間にこの街の人口は、6,556人から 7,796人まで、1,240人、約 18.9 % 増加した。
| 年         | 1840  | 1900  | 1939  | 1950  | 1961  | 1970  | 1987  | 2011  | 2015  | 2020  | 2022  |
| ---------- | ----- | ----- | ----- | ----- | ----- | ----- | ----- | ----- | ----- | ----- | ----- |
| 人口（人） | 3,619 | 3,438 | 4,017 | 5,361 | 5,849 | 6,162 | 6,492 | 7,714 | 7,812 | 7,882 | 7,983 |

## 行政

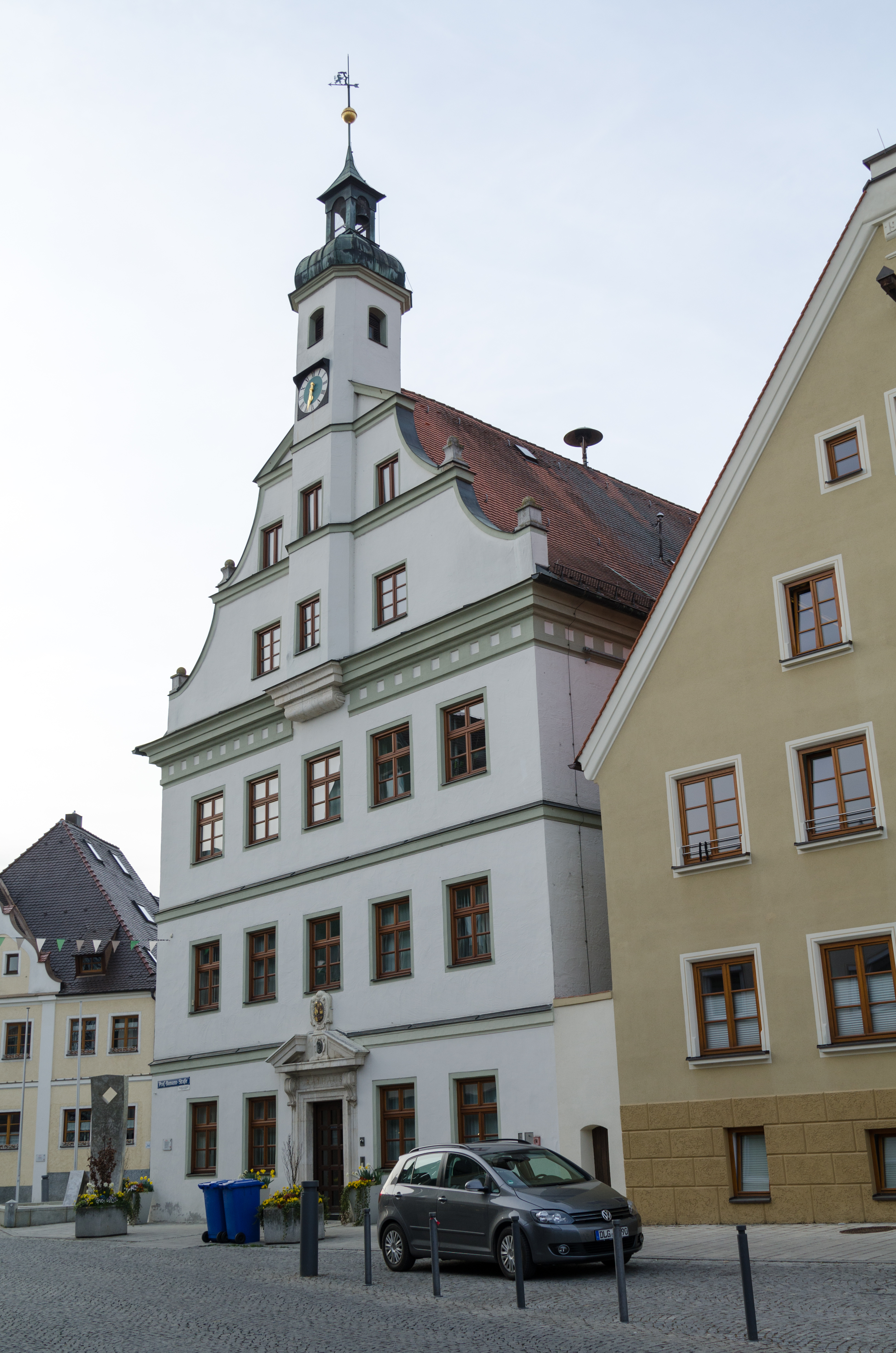
グンデルフィンゲン・アン・デア・ドナウ市庁舎

### 議会
グンデルフィンゲン・アン・デア・ドナウ市の市議会は、20議席の議員と第1市長で構成されている。

### 首長
2023年からディーター・ネーゲレが、グンデルフィンゲン・アン・デア・ドナウ市の第1市長を務めている。

### 紋章
図柄: 銀地に、赤い冠を被り赤い爪と舌で威嚇する黒い獅子。その胸にはバイエルンの菱形紋をつけ、前脚は根をつけた緑色の木を持っている。
解説: この街は1301年から紋章の使用が許されていた。それは、上下二分割された三角の紋章で、上部に冠を被り歩く獅子、下部に9枚の葉をつけた木が描かれていた。獅子は、バイエルンおよびプファルツ家の紋章動物である。グンデルフィンゲンの紋章の図柄は、1462年にバイエルン＝ランツフート公ルートヴィヒ富裕公によって白と青の菱形紋章が胸に書き加えられた。木は、おそらくこの街の名前の由来になった Gundreba で、これはカエデを意味する。紋章の配色は16世紀半ばから受け継がれている。19世紀に広葉樹がモミに置き換えられた。市は1955年以降、1462年の様式の紋章を使用している。

### 姉妹都市
本市は、以下の都市と姉妹都市関係にある。
- ベーク（オランダ語版、英語版）（オランダ、リンブルフ州）1970年
- ルヴェルネ（フランス語版、英語版）およびラ・シャペル＝アントネーズ（フランス語版、英語版）（フランス、マイエンヌ県）1992年

## 文化と見どころ

### 博物館
- 自動車ベテラン・サロン（自動車博物館）
- フォトミュージアム
- ズデーテンのドイツ人郷土室
- ヴァルクミューレ文化センター（かつての人力製粉小屋にある）

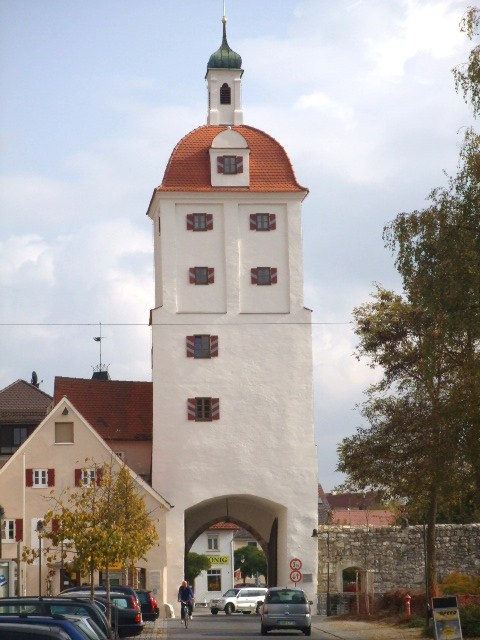
ウンテーレス・トーア

### 建築
- 市庁舎。17世紀のルネサンス建築。
- ウンテーレス・トーア（下の門）。14世紀建造。
- 市教区教会聖マルティン教会。この地域で最古の教会の1つ（8世紀）。ゴシック様式で建設され、バロック様式に改築された。1747年にヨハン・ヘールにより描かれた祭壇画「王の賛美」を有する。
- 施療教会。バロック様式の調度を持つ。
- シュラハテク城。かつての宮廷の城。城館礼拝堂を持つ。
- ミュンツミューレ（個人所有）。
- エッヘンブルンのカトリック教区教会マリア・インマクラータ教会。

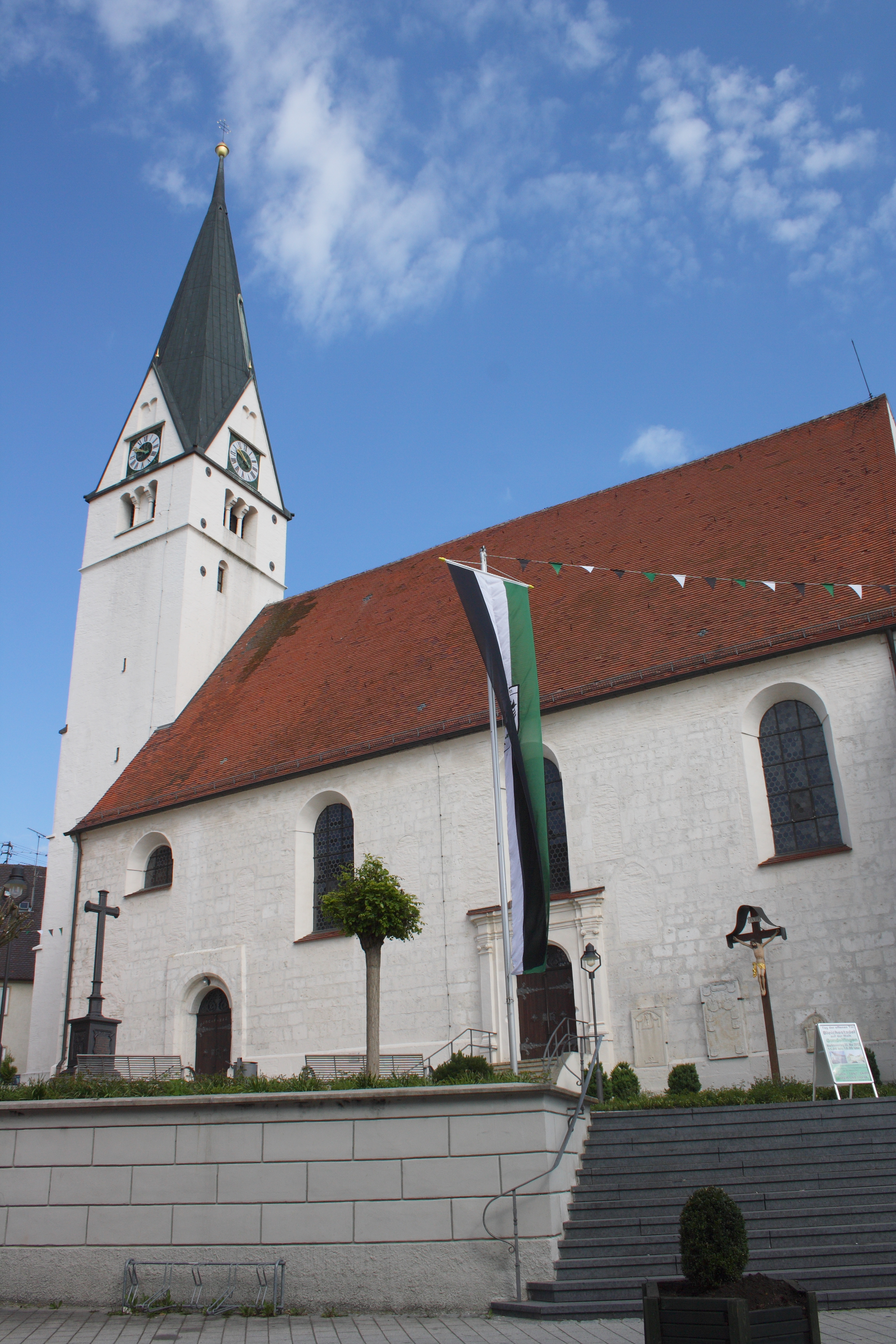
聖マルティン教会
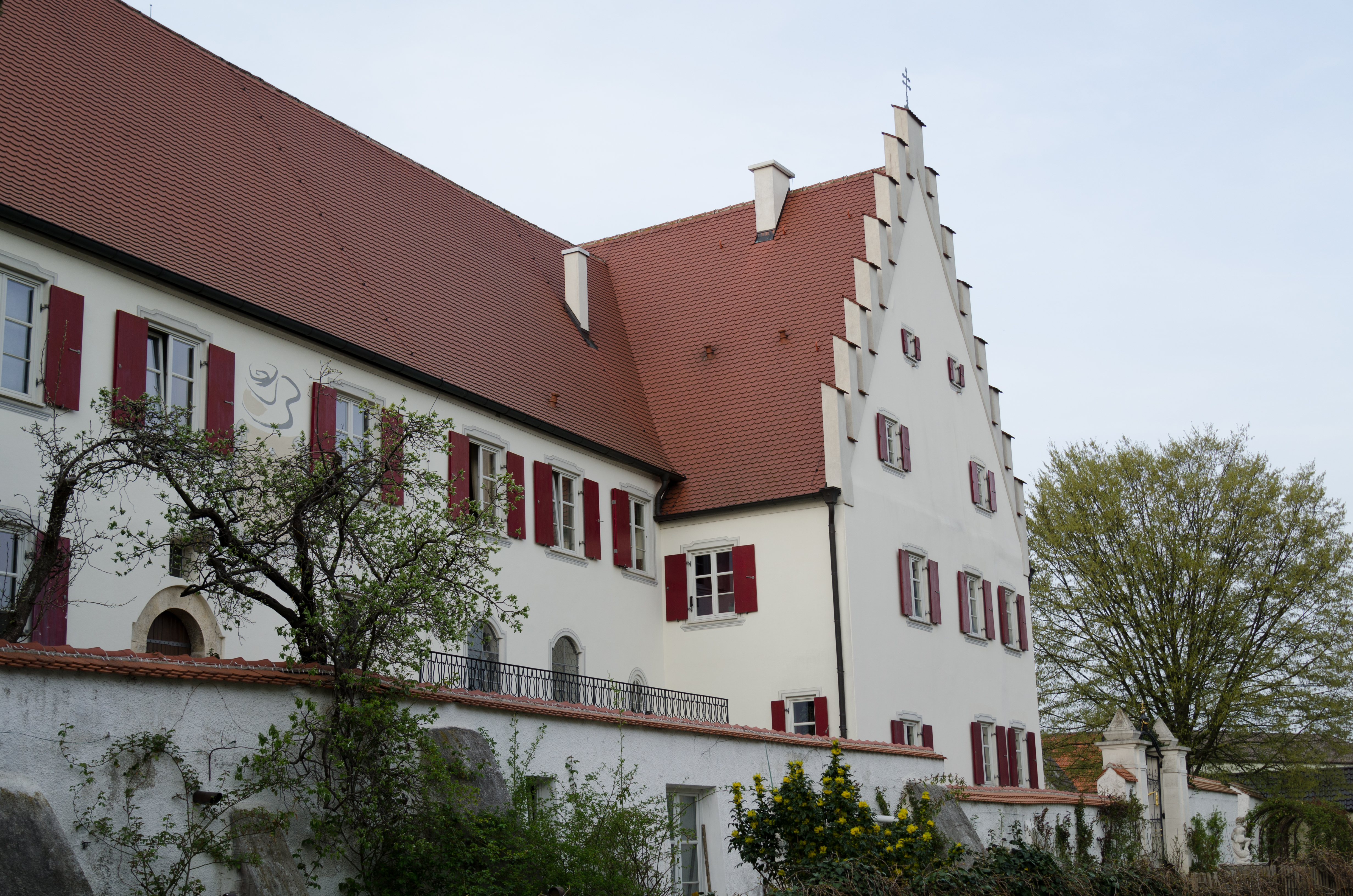
シュラハテク城
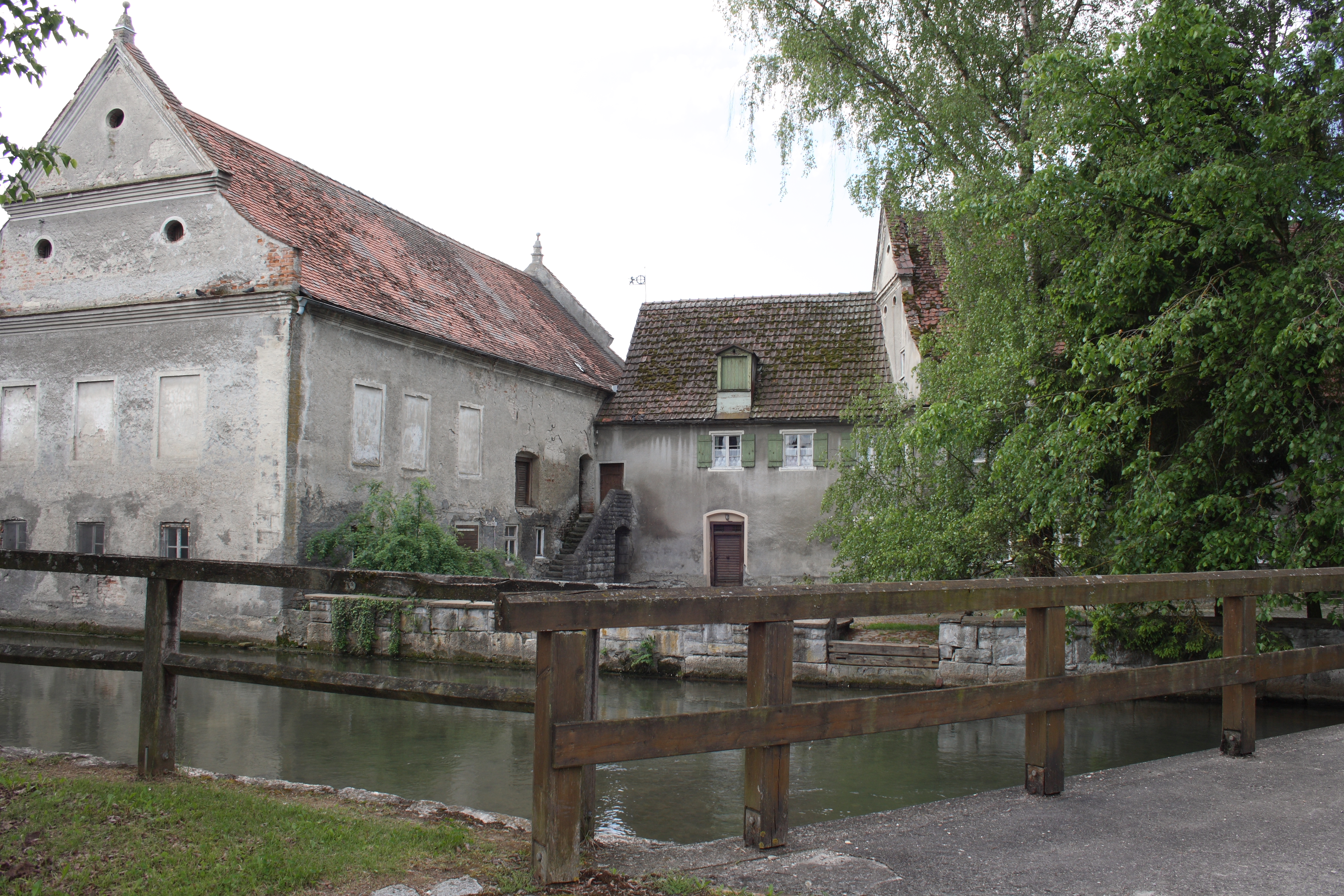
ミュンツミューレ
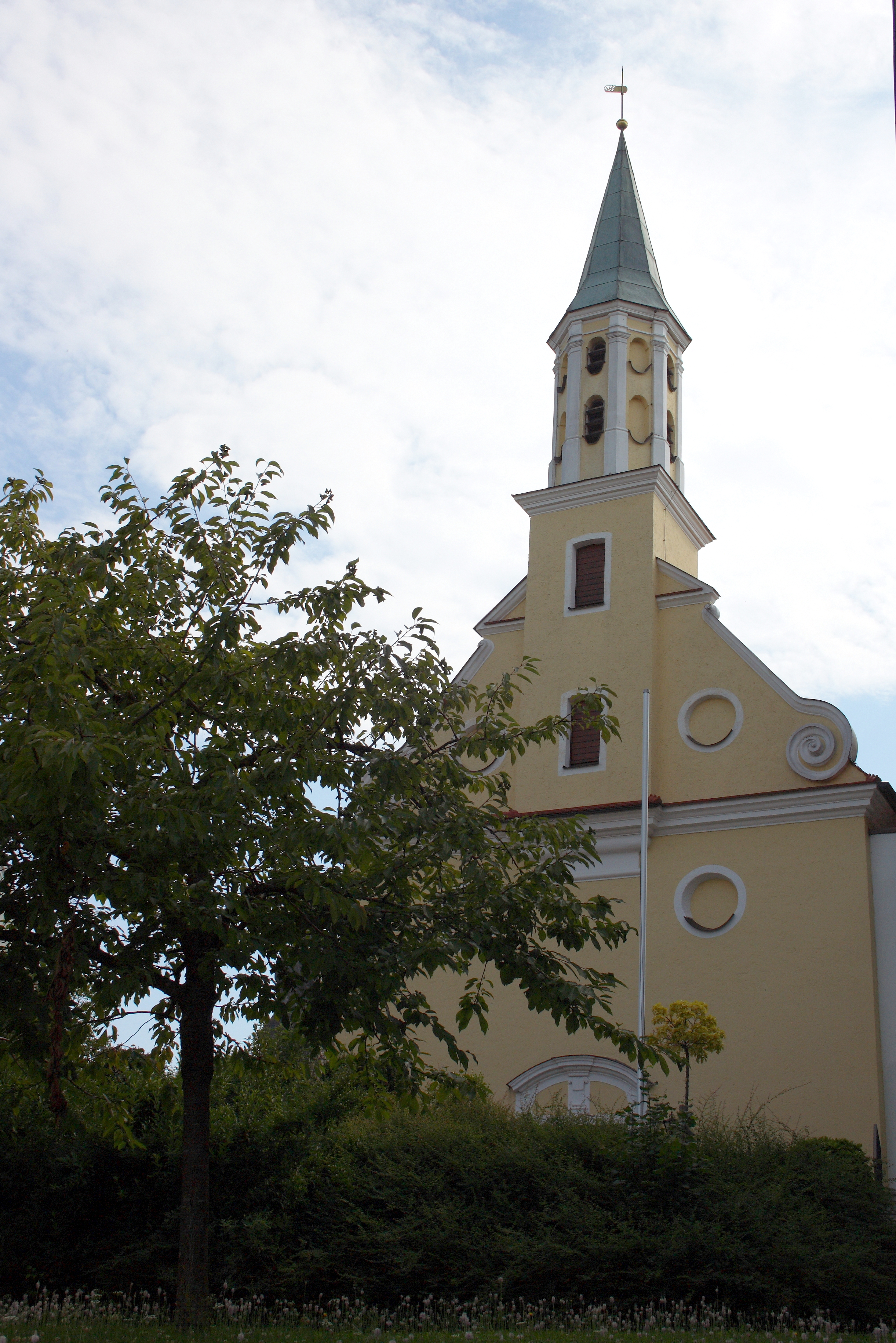
マリア・インマクラータ教会

### スポーツ

#### スポーツ施設
- シュヴァーベンシュターディオン
- 郡立体育館
- TV-スポーツゲレンデ
- ブレンツハレ
- 屋内プール
- 野球場
- ウォータースキーおよびウェイクボード施設
- スケート（ローラースケート、スケートボード）施設
- トリム＝ディッヒ＝プファート（アスレチックコース）

#### スポーツクラブ
- FC グンデルフィンゲン
- SSV ペータースヴェルト
- LSV グンデルフィンゲン
- グンデルフィンゲン・シャークス '03 e.V.
- グンデルフィンゲン射撃クラブ
- ディー・グリンケン e.V.
- TV グンデルリンゲン 1863 e.V.（略称 TV グンデルリンゲン）は、バドミントン、バスケットボール、ハンドボール、柔道、陸上競技、水泳、体操、バレーボールの8つの部門がある多種目スポーツクラブである。TV-ハンドボール部門は男子2チーム、女子2チーム、シニアチームがバイエルン・ハンドボール連盟 (BHV) に参加している。

### 年中行事
本市は、不定期な間隔で数日間にわたって開催される中世祭と、謝肉祭のイベントで広く知られている。
同じく伝統的なもう一つの祭が、毎年7月にグンデルフィンゲン市礼拝堂で開催される「シュネレフェスト」である。夏に2週間、 TV グンデルフィンゲンのスポーツゲレンデで様々なクラスの100以上のチームが参加して、国際ハンドボール大会が開催される。

## 経済と社会資本

### 交通
グンデルフィンゲンは、ウルム/エルヒンゲン・ジャンクション (A8/A7) の近くに位置している。両アウトバーンはいずれも約15分で到達できる。連邦道 B16号線はバイパス道路で街を迂回している。グンデルフィンゲンは、ドナウタール鉄道ウルム - ドナウヴェルト線の沿線にあり、アギリスが運行する列車が利用している駅がある。ドナウ自転車道がこの街を通っている。北の市境にグンデルフィンゲン飛行場 (EDMU) がある。

### 公共機関
- 病院および連合福祉財団の老人/養護ホーム
- 聖クララ児童教育施設
- 児童教育施設 2園
- モンテッソーリこどもの家

### 教育
- ペーター＝シュヴァイツァー国民学校（基礎課程学校）
- アム・シュラハテク国民学校
- 市民大学
- 音楽学校

## 関連図書
- Wolfgang Wüst, “Der kaiserliche Feldherr und Nürnberger Burggraf Markgraf Albrecht Achilles von Brandenburg (1414–1486)”, Jahrbuch des Historischen Vereins Dillingen 113 (2012/2013):  151–170, ISSN 0073-2699